# Theodore Whitmore
Theodore Whitmore (Montego Bay, Jamaica, 5 de agosto de 1972) es un exfutbolista y entrenador jamaiquino que jugaba como mediocampista. 

## Selección nacional
Ha sido internacional con la Selección de fútbol de Jamaica en 105 partidos anotando 24 goles. Fue parte del plantel que participó en la Copa Mundial de 1998 anotando los dos goles en el triunfo por 2-1 sobre Japón  Renuncia el 12 de junio de 2013, luego de un duro Hexagonal  Concacaf.

### Participaciones en Copas del Mundo
| Mundial                        | Sede    | Resultado    | Partidos | Goles |
| ------------------------------ | ------- | ------------ | -------- | ----- |
| Copa Mundial de Fútbol de 1998 | Francia | Primera fase | 3        | 2     |

### Participaciones en Copa de Oro
| Copa                            | Sede                    | Resultado        |
| ------------------------------- | ----------------------- | ---------------- |
| Copa de Oro de la Concacaf 2000 | Estados Unidos          | Primera fase     |
| Copa de Oro de la Concacaf 2003 | Estados Unidos y México | Cuartos de final |

## Clubes

### Como jugador
| Club            | País       | Año       |
| --------------- | ---------- | --------- |
| Violet Kickers  | Jamaica    | 1990-1997 |
| Seba United     | Jamaica    | 1997-2000 |
| Hull City       | Inglaterra | 2000-2002 |
| Seba United     | Jamaica    | 2002-2003 |
| Livingston FC   | Escocia    | 2003      |
| Seba United     | Jamaica    | 2003-2004 |
| Tranmere Rovers | Inglaterra | 2004-2006 |
| Seba United     | Jamaica    | 2006      |

### Como entrenador
| Club                      | País    | Año           |
| ------------------------- | ------- | ------------- |
| Seba United               | Jamaica | 2006-2008     |
| selección nacional        | Jamaica | 2009-2013     |
| selección nacional sub-20 | Jamaica | 2014-2015     |
| selección nacional        | Jamaica | 2016-2021     |
| Mount Pleasant FA         | Jamaica | 2022-presente |